# Otto Rothe
Otto Rothe (6 de noviembre de 1924-9 de enero de 1970) fue un jinete alemán que compitió en la modalidad de concurso completo. Participó en dos Juegos Olímpicos de Verano en los años 1952 y 1956, obteniendo dos medallas, plata en Helsinki 1952 y plata en Estocolmo 1956.

## Palmarés internacional
| Representando a Alemania                 |                      |                  |             |
| Juegos Olímpicos                         |                      |                  |             |
| Año                                      | Lugar                | Medalla          | Categoría   |
| 1952                                     | Helsinki (Finlandia) | Medalla de plata | Por equipos |
| Representando al Equipo Alemán Unificado |                      |                  |             |
| Juegos Olímpicos                         |                      |                  |             |
| Año                                      | Lugar                | Medalla          | Categoría   |
| 1956                                     | Estocolmo (Suecia)   | Medalla de plata | Por equipos |